# Анатышское сельское поселение
Анатышское се́льское поселе́ние — муниципальное образование в Рыбно-Слободском районе Татарстана Российской Федерации.
Административный центр — село Анатыш.

## История
Статус и границы сельского поселения установлены Законом Республики Татарстан от 31 января 2005 года № 37-ЗРТ «Об установлении границ территорий и статусе муниципального образования "Рыбно-Слободский муниципальный район" и муниципальных образований в его составе».

## Население
| 2010 | 2011 | 2012 | 2013 | 2014 | 2015 | 2016 |
| ---- | ---- | ---- | ---- | ---- | ---- | ---- |
| 741  | ↘737 | ↗745 | ↗755 | ↘737 | ↗744 | ↘730 |
| 2017 | 2018 |      |      |      |      |      |
| ↘701 | ↘694 |      |      |      |      |      |

## Состав сельского поселения
| № | Населённый пункт | Тип населённого пункта       | Население |
| - | ---------------- | ---------------------------- | --------- |
| 1 | Анатыш           | село, административный центр |           |
| 2 | Шиланка          | деревня                      |           |